# Malapportioning
Il malapportioning è una suddivisione non equa dell'elettorato nei collegi del sistema elettorale maggioritario.
Esso si riferisce a una disuguaglianza nella rappresentanza dei partiti, dovuta alle differenze nelle dimensioni dei collegi.
La sua influenza sull'esito della competizione elettorale, è maggiore nei sistemi politici dove i partiti dominanti sono due.
Il geografo antropico Ron Johnston sostiene che il malapportioning si può verificare intenzionalmente, se un partito o un'organizzazione politica affiliata controlla il processo di suddivisione in collegi, creando collegi più grande dove il partito oppositore è più forte.
Si parla invece di un "malapportioning strisciante", quando i cambiamenti, intervenuti nel corso del tempo nella suddivisione in distretti,
fanno sì che ci siano collegi più piccoli dove un partito è più forte.